# Pando (Santiurde de Toranzo)
Pando es una localidad del municipio de Santiurde de Toranzo (Cantabria, España). En el año 2008 contaba con una población de 96 habitantes (INE). La localidad se encuentra a 194 metros de altitud sobre el nivel del mar, y a 5,5 kilómetros de la capital municipal, Santiurde de Toranzo.